# Daniel Filipe
Daniel Damásio Ascensão Filipe (Boa Vista, 11 dicembre 1925 – Lisbona, 6 aprile 1964) è stato un poeta, giornalista e scrittore capoverdiano.

## Biografia
Daniel Filipe è nato sull'isola di Boavista, Capo Verde, nel 1925. Ancora bambino si trasferì in Portogallo dove terminò gli studi liceali. Successivamente divenne condirettore della rubrica Notícias do Bloqueio. La sua attività letteraria si intensificò e divenne collaboratore della rivista Távola Redonda e del quotidiano Diário Ilustrado (1956). Fu anche direttore, presso l'Emissora Nacional, della trasmissione letteraria Voz do Império e della rivista brasiliana Atlântico. Il suo pensiero politico e le sue opere erano antagonisti alla dittatura di Salazar, per questo venne perseguitato e torturato dalla PIDE.
La sua prima pubblicazione è stata Missiva, del 1946. La sua opera più nota fu forse L'invenzione dell'amore, pubblicata nel 1961 (tradotto anche in italiano nel 2020). Nel poema un governo autoritario prova a fermare una pericolosa epidemia d'amore: chiude le scuole, vieta la circolazione, cerca di arrestare i due amanti fuggitivi che stanno spargendo la terribile e dolce malattia, che alla fine vincerà su tutto. Le sue parole infiammarono i cuori dei rivoluzionari portoghesi che dieci anni dopo la sua morte, il 25 aprile 1974, fecero cadere la dittatura con la Rivoluzione dei garofani.
Nel 1957 vince il Premio Camilo Pessanha per il libro L'isola e la solitudine (scritto sotto lo pseudonimo di Raymundo Soares). Si dedica anche alla scrittura di un romanzo dal titolo O Manuscrito na Garrafa (Il manoscritto nella bottiglia), censurato dalla PIDE. Lavorò presso l'estinta Agência-Geral do Ultramar e nel settore giornalistico. Gran parte della poesia di Daniel Filipe si distinse per il suo pensiero politico e il suo impegno sociale, che gli valsero la nomea di poeta "neo-realista". Morì nel 1964, senza vedere la fine della dittatura ma lasciò un'opera consistente segnata da sentimenti di solitudine e di esilio.

## Opere pubblicate

### Poesia
- Missiva (1946)
- Marinheiro em Terra (1949)
- O Viageiro Solitário (1951)
- Recado para a Amiga Distante (1956)
- A Ilha e a Solidão (1957)
- A Invenção do Amor (1961)
- Pátria, Lugar de Exílio (1963)

### Romanzi
- O Manuscrito na Garrafa (1960)